# Michel-Victor Acier
Michel-Victor Acier (Versailles, 6 de agosto de 1736 - Dresden, 16 de Fevereiro de 1795) foi um escultor francês do século XVIII.
Trabalhou primeiro em Paris, de 1764 a 1780 foi professor modelista nas fábricas de porcelana de Meissen e desde 1780 foi membro da Academia de Dresden. Esculpiu figuras e grupos de porcelna que reproduzem cenas quotidianas da vida burguesa e mostram com frequência tendências moralizantes.